# Lorenzo Mascheroni

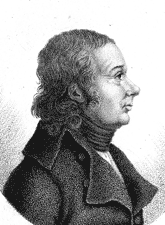
Lorenzo Mascheroni

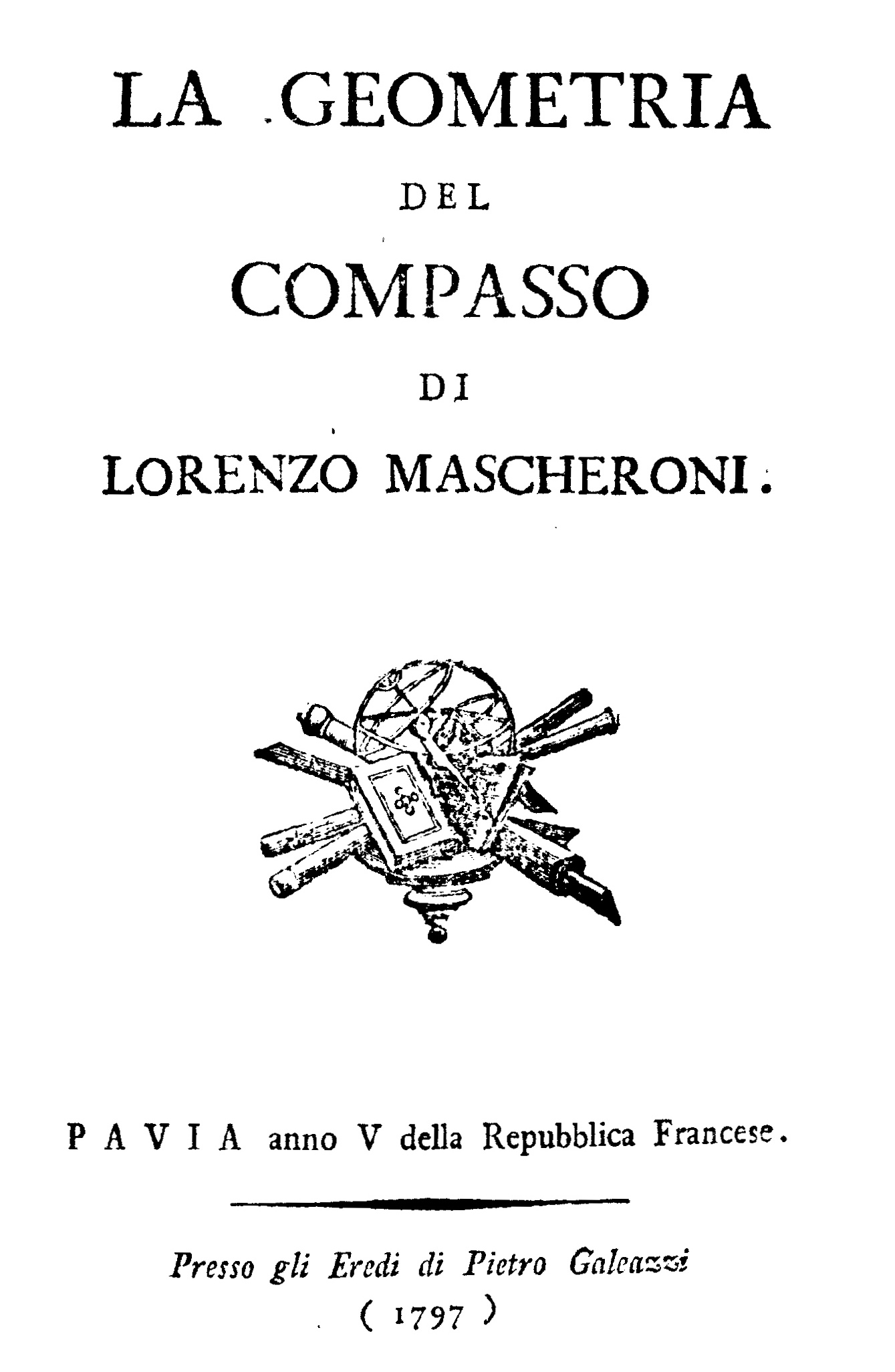
La geometria del compasso, 1797

Lorenzo Mascheroni (ur. 13 maja 1750 w Bergamo, zm. 14 lipca 1800 w Paryżu) – włoski matematyk.

## Życiorys
Urodził się niedaleko Bergamo w Lombardii. Na początku zainteresowany głównie naukami humanistycznymi (poezją i greką), ostatecznie został profesorem matematyki w Pawii. 
W dziele Geometria cyrkla wykazał, że wszelkie geometryczne konstrukcje, które mogą być wykonane za pomocą cyrkla i linijki, mogą być również wykonane za pomocą samego cyrkla. Jednak prawo do miana odkrywcy tego twierdzenia (obecnie znanego jako twierdzenie Mohra-Mascheroniego) należy do Georga Mohra, którzy opublikował dowód już w 1672. 
W swojej publikacji Adnotationes ad calculum Integrale Euleri Mascheroni wyprowadził stałą, która jest obecnie znana jako stała Eulera.

## Dzieła
- 1785: Nuove ricerche su l'equilibrio delle volte,
- 1790: Adnotationes ad calculum integrale Euleri,
- 1797: Geometria del Compasso (Pawia).